# Ooh La La
«Ooh La La» — пісня американської співачки Брітні Спірс, записана як саундтрек до мультфільму Смурфики 2. Пісня написана Бонні МакКі, J. Kash, Lola Blanc і Fransisca Hall, спродюсована Dr. Luke, Cirkut й Ammo.

## Передісторія і запис
"Ooh La La" була написана Ammo, Франсіскою Хол для Лолою Бланк, і мала стати її дебютним синглом. Однак, плани змінилися через продюсера Dr. Luke, який зумів долучити Брітні Спірс до запису композиції. Спільно з Cirkut, Джейкобом Кашером та Бонні МакКі він переписав слова пісні на більш дитячу манеру. Продюсуванням зайнялися Dr. Luke, Cirkut і Ammo. Спірс вирішила записати пісню, щоб зробити свій внесок у саундтрек Смурфиків 2, оскільки, з її власних слів, вона "завжди любила Смурфиків, коли була дитиною, а тепер мої хлопці є найбільшими фанатами Смурфиків. Я хотіла здивувати їх цією піснею у фільмі. Я знаю вони подумають, що це - Смурфтастично!"